# Frans Hals Museum - Hal
Ne doit pas être confondu avec Frans Hals Museum.
 (mai 2018).
Si vous disposez d'ouvrages ou d'articles de référence ou si vous connaissez des sites web de qualité traitant du thème abordé ici, merci de compléter l'article en donnant les références utiles à sa vérifiabilité et en les liant à la section « Notes et références ».
 (mai 2018).

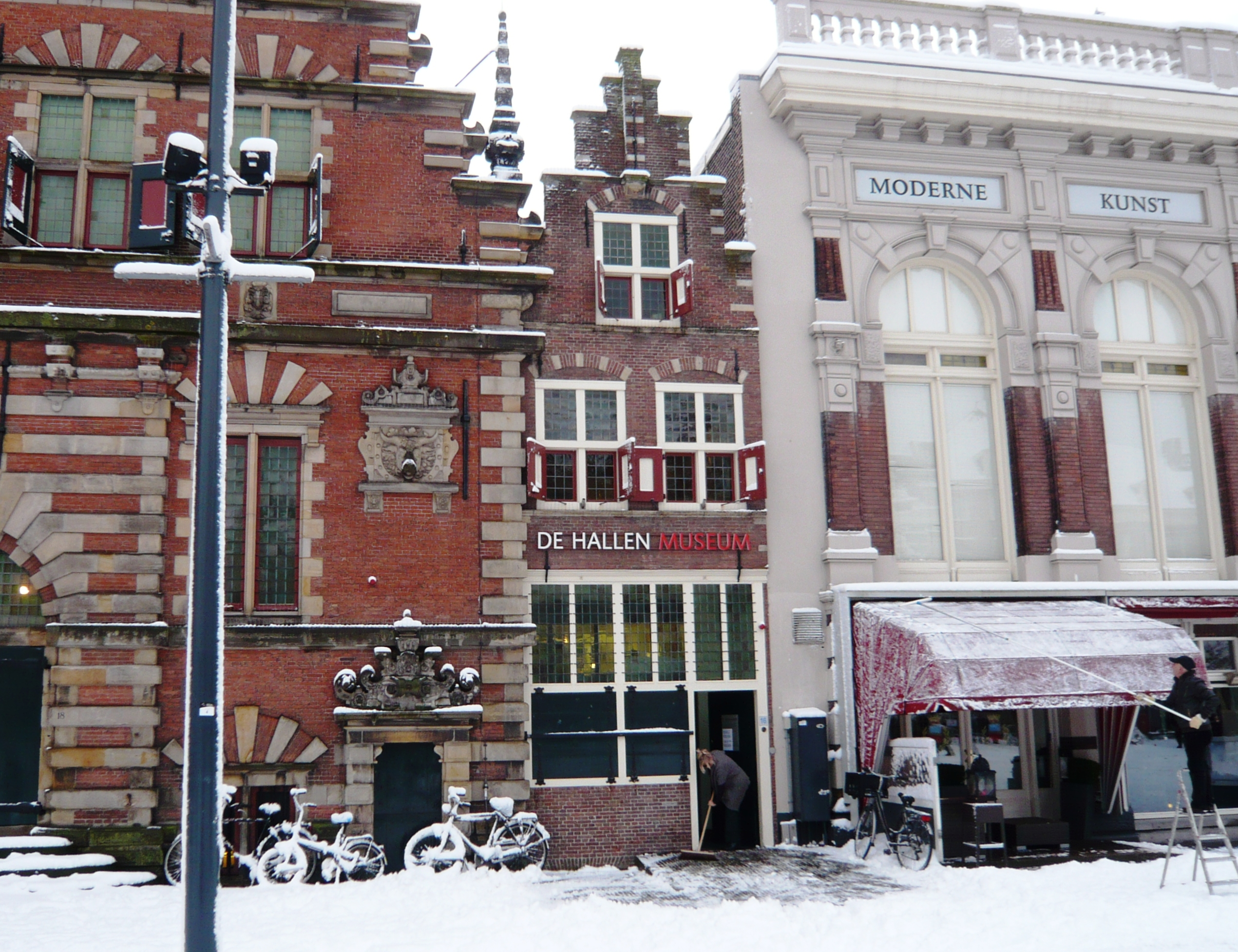
Museum De Hallen : la vishuisje serrée entre la Halle aux viandes à gauche et la Verweyhal à droite.

Le Frans Hals Museum - Hal (autrefois museum De Hallen, en français le musée Les Halles), est un complexe combinant espaces d’exposition et musée créé dans la décennie 1990, et situé sur la Grand’Place d'Haarlem aux Pays-Bas. La vocation des salles d’exposition est de présenter de l’art moderne et de l'art contemporain sous forme d’expositions temporaires, où l’accent est mis sur les arts visuels, la photo et l'art vidéo, et où l’Homme et sa place dans la société occupent un rôle central. Sur le plan de l'infrastructure, Les Halles sont une dépendance du musée Frans Hals.

## Origine du nom
La dénomination du musée se réfère aux deux corps de bâtiment distincts dont De Hallen se compose : la Vleeshal (Halle aux viandes) et la Verweyhal.
La Vleeshal ou anciennement Les Halles, édifice d’un style Renaissance néerlandais assez foisonnant, œuvre de Lieven de Key, remonte au début du XVIIe siècle et servit à l’origine de point de vente centralisé de produits de boucherie. Après la Seconde Guerre mondiale, la municipalité décida que le bâtiment devait être réaménagé en espace d’exposition, ce qu’il est resté jusqu’à aujourd’hui. Le musée Frans Hals y expose sa collection d’art moderne et y organise des expositions d’art contemporain.
La Verweyhal, remarquable édifice de style dit éclectique érigé à la fin du XIXe siècle, situé également sur la Grand’Place par une de ses trois façades, servit d’abord de siège à une sociëteit (c.-à-d. cercle privé culturel et social) haarlémoise, et à divers usages dont des expositions, puis l'édifice prit le nom du peintre haarlémois Kees Verwey (1900-1995)  qui fit une donation au Frans Hals musée, ce qui permit de le rénover en 1992 notamment de façon à rendre un aspect dit bel étage au premier étage. L'édifice est classé monument historique d'architecture culturelle depuis 1999 par le Rijksmonument (Monuments nationaux néerlandais).
Ces deux halles sont mises en communication l’une avec l’autre par la très exiguë vishuisje – 'maisonnette du poissonnier', autrefois logis pour le préposé du marché aux poissons –, laquelle seule sépare les deux corps de bâtiment, et qui fait actuellement office de bâtiment d’entrée du musée.

## Galerie

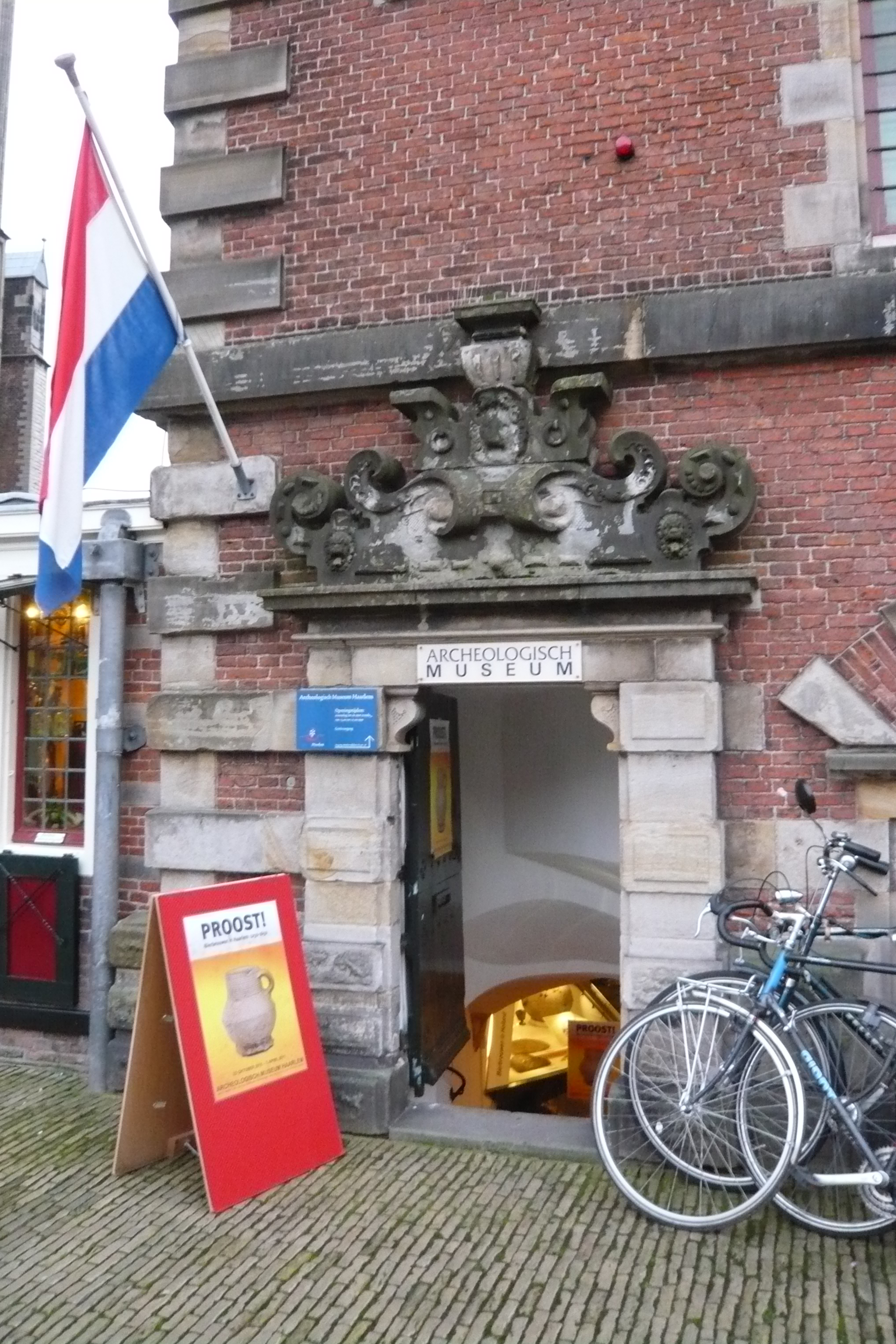
Entrée du musée. Il existe un accès pour handicapés
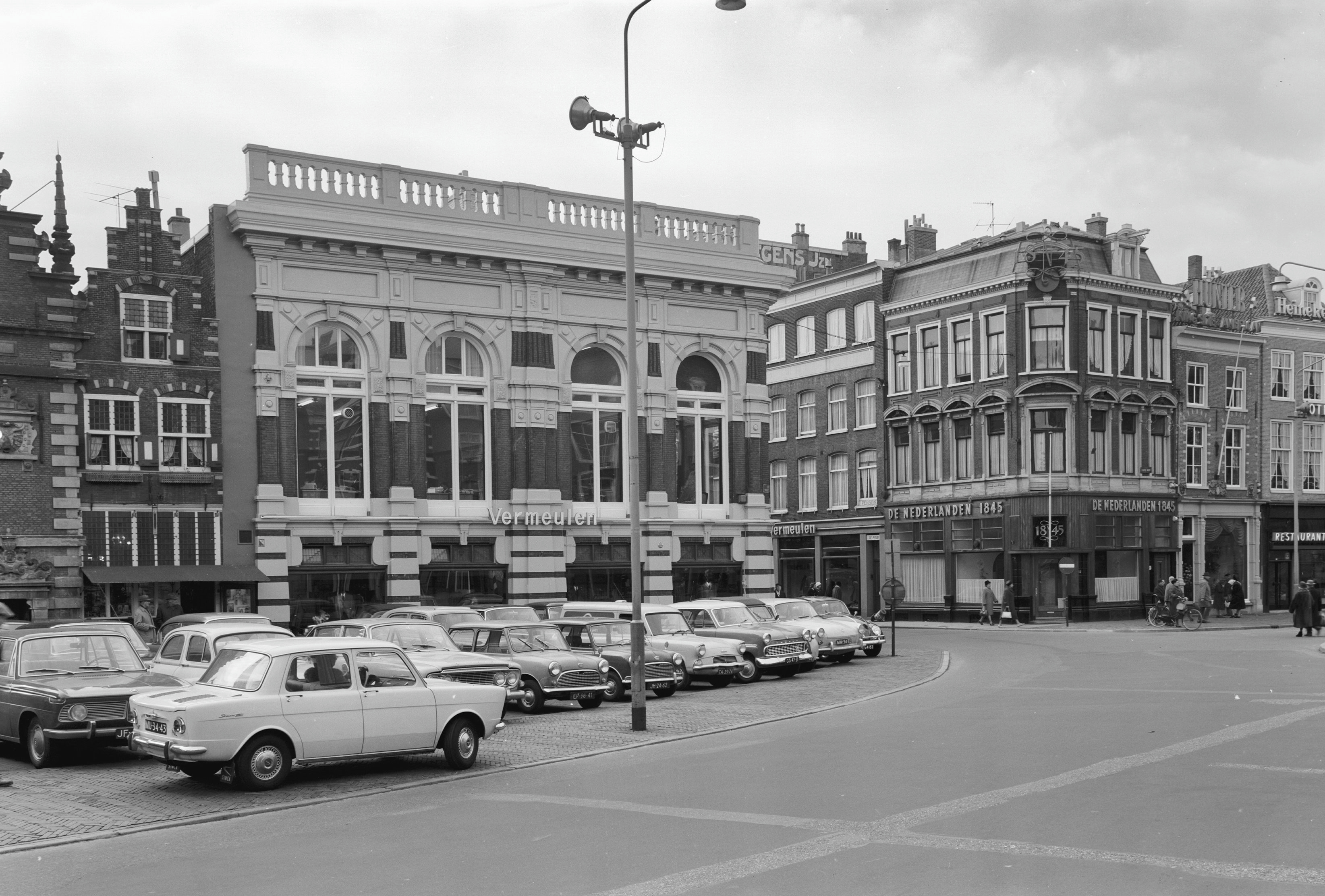
Vue extérieure en 1964